# Seznam utkání Mountfieldu HK v hokejové lize mistrů

## Utkání Hradce Králové v hokejové lize mistrů
| Utkání | Datum utkání       | Sezona    | Soutěž                | Domácí                | Výsledek | Hosté                 | Třetiny             | Branky za Hradec Králové                                                                                  |
| ------ | ------------------ | --------- | --------------------- | --------------------- | -------- | --------------------- | ------------------- | --- |
| 01.    | 24.8.2017          | 2017/2018 | Skupina F             | Hradec Králové        | 5 : 1    | TPS Turku             | (2:0,0:0,3:1)       | 2× Lukáš Vopelka, Richard Jarůšek, Petr Koukal, Jaroslav Bednář                                           |
| 02.    | 26.8.2017          | 2017/2018 | Skupina F             | Hradec Králové        | 2 : 4    | Nottingham Panthers   | (1:2,0:0,1:2)       | Roman Kukumberg, Mislav Rosandić                                                                          |
| 03.    | 31.8.2017          | 2017/2018 | Skupina F             | Nottingham Panthers   | 4 : 3 PP | Hradec Králové        | (0:0,1:1,2:2-1:0)   | Tomáš Zigo, Filip Jirásek, Filip Pavlík                                                                   |
| 04.    | 2.9.2017           | 2017/2018 | Skupina F             | TPS Turku             | 3 : 1    | Hradec Králové        | (0:0,2:0,1:1)       | Blaž Gregorc                                                                                              |
| 05.    | 4.10.2017          | 2017/2018 | Skupina F             | Hradec Králové        | 5 : 4    | SC Bern               | (3:1, 1:2, 1:1)     | 2× Jiří Šimánek, Jaroslav Bednář, Michal Dragoun, Bedřich Köhler                                          |
| 06.    | 10.10.2017         | 2017/2018 | Skupina F             | SC Bern               | 5 : 1    | Hradec Králové        | (0:1, 4:0, 1:0)     | Lukáš Vopelka                                                                                             |
| 07.    | 31. srpna 2018     | 2018/2019 | Skupina F             | Hradec Králové        | 1 : 2    | Nürnberg Ice Tigers   | (0:2, 1:0, 0:0)     | Juraj Bezúch                                                                                              |
| 08.    | 2. září 2018       | 2018/2019 | Skupina F             | Hradec Králové        | 3 : 2    | Rouen Hockey Élite 76 | (0:1, 3:0, 0:1)     | Tomáš Vincour, Daniel Rákos, Oskars Cibuļskis                                                             |
| 09.    | 7. září 2018       | 2018/2019 | Skupina F             | Nürnberg Ice Tigers   | 4 : 3 PP | Hradec Králové        | (1:2,1:0,1:1-1:0)   | Tomáš Vincour, Dominik Graňák, Matěj Chalupa                                                              |
| 10.    | 9. září 2018       | 2018/2019 | Skupina F             | Rouen Hockey Élite 76 | 2 : 0    | Hradec Králové        | (0:0, 1:0, 1:0)     | |
| 11.    | 9. října 2018      | 2018/2019 | Skupina F             | Oulun Kärpät          | 3 : 2    | Hradec Králové        | (0:0, 3:2, 0:0)     | Daniel Rákos, Matej Paulovič                                                                              |
| 12.    | 17. října 2018     | 2018/2019 | Skupina F             | Hradec Králové        | 3 : 4 PP | Oulun Kärpät          | (2:1, 0:1, 1:1-0:1) | Matěj Chalupa, Michal Dragoun, Radovan Pavlík                                                             |
| 13.    | 30. srpna 2019     | 2019/2020 | Skupina H             | Cardiff Devils        | 3 : 2    | Mountfield HK         | (0:1, 2:0, 1:1)     | Radovan Pavlík, Tomáš Vincour                                                                             |
| 14.    | 1. září 2019       | 2019/2020 | Skupina H             | Frölunda HC           | 2 : 3    | Mountfield HK         | (0:0, 1:2, 1:1)     | Aleš Jergl, Philip Bo Samuelsson, Lukáš Cingeľ                                                            |
| 15.    | 5. září 2019       | 2019/2020 | Skupina H             | Mountfield HK         | 5 : 2    | Cardiff Devils        | (2:0, 0:0, 3:2)     | Tomáš Vincour, Lukáš Cingeľ, Daniel Rákos, Rudolf Červený, Maris Bičevskis                                |
| 16.    | 7. září 2019       | 2019/2020 | Skupina H             | Mountfield HK         | 3 : 4    | Frölunda HC           | (2:3, 0:0, 1:1)     | Mislav Rosandić, Radovan Pavlík, Radek Smoleňák                                                           |
| 17.    | 8. října 2019      | 2019/2020 | Skupina H             | Graz 99ers            | 1 : 2    | Mountfield HK         | (0:2, 0:0, 1:0)     | Radek Smoleňák, Rudolf Červený                                                                            |
| 18.    | 16. října 2019     | 2019/2020 | Skupina H             | Mountfield HK         | 7 : 1    | Graz 99ers            | (1:0, 1:1, 5:0)     | Jordann Perret, Tomáš Vincour, Matej Paulovič, Māris Bičevskis, Adam Kubík, Matěj Chalupa, Radovan Pavlík |
| 19.    | 13. listopadu 2019 | 2019/2020 | Osmifinále (1 zápas)  | Mountfield HK         | 1 : 0    | Adler Mannheim        | (0:0, 0:0, 1:0)     | Aleš Jergl                                                                                                |
| 20.    | 20. listopadu 2019 | 2019/2020 | Osmifinále (2 zápas)  | Adler Mannheim        | 1 : 1    | Mountfield HK         | (0:0, 0:1, 1:0)     | Matěj Chalupa                                                                                             |
| 21.    | 3. prosince 2019   | 2019/2020 | Čtvrtfinále (1 zápas) | Mountfield HK         | 1 : 1    | EV Zug                | (0:1, 0:0, 1:0)     | Tomáš Vincour                                                                                             |
| 22.    | 10. prosince 2019  | 2019/2020 | Čtvrtfinále (2 zápas) | EV Zug                | 0 : 4    | Mountfield HK         | (0:0, 0:3, 0:1)     | Petr Koukal, Radek Smoleňák, Filip Pavlík, Matěj Chalupa                                                  |
| 23.    | 7. ledna 2020      | 2019/2020 | Semifinále (1 zápas)  | Djurgårdens IF        | 1 : 3    | Mountfield HK         | (1:1, 0:1, 0:1)     | Richard Nedomlel, 2× Matěj Chalupa                                                                        |
| 24.    | 14. ledna 2020     | 2019/2020 | Semifinále (2 zápas)  | Mountfield HK         | 3 : 0    | Djurgårdens IF        | (0:0, 1:0, 2:0)     | Jakub Lev, Richard Nedomlel, Aleš Jergl                                                                   |
| 25.    | 4. února 2020      | 2019/2020 | Finále                | Mountfield HK         | 1 : 3    | Frölunda HC           | (1:3, 0:0, 0:0)     | Petr Koukal                                                                                               |

## Celková bilance
| Hradec Králové        | Doma / venku                     | Celkem |
| --------------------- | -------------------------------- | ------ |
| Vítěz Hradec Králové  | 2× vítěz doma - 0× vítěz venku   | 2×     |
| Prohra Hradec Králové | 1× prohra doma - 3× prohra venku | 4×     |
| Remíza                | 0×                               |        |
| Počet zápasů          | 25×                              |        |